# Raion de Tbilísskaia
El raion de Tbilískaia (en : Тбилисский район) és un dels trenta-set raions en els quals es divideix el krai de Krasnodar, a Rússia. Està situat a l'àrea central del krai. Limita al sud-est amb el raión de Kurgáninsk, a l'oest amb el raión de Ust-Labinsk, al nord-oest amb el raión de Výselki, al nord amb el raión de Tijoretsk, al nord-est amb el raión de Kavkázskaya i al sud-est amb el raión de Gulkévichi. Tenia 48 273 habitants el 2009 i té una superfície de 992 km². El seu centre administratiu és Tbilísskaia.
Es troba a les terres baixes de Kuban-Azov. El riu Kuban passa d'est a oest pel centre del raion. A la zona septentrional discorre el riu Beissug. A la zona meridional discorre el riu Zelenchuk Vtoroi, afluent del Kuban.

## Història
El raion va ser establert el 31 de juny del 1934 com raion de Tiflísskaia en la composició del krai de Azov-Mar Negre com a resultat de la descentralització del raión de Kropotkin. Inicialment formaven part del raion sis municipis: Armianski, Guéimanovskaya, Novobekeshevski, Novovladímiski i Topolianski. El 1936 Tiflísskaia va canviar el seu nom a Tbilísskaia. El 13 de setembre del 1937 va passar a formar part del krai de Krasnodar. El 4 de maig del 1941 se li van agregar sis municipis per la dissolució del raión nacional alemany de Vannóvskoye: Vannovski, Leonovski, Màrinski, Novoivánovski, Séverinski i Séverokubanski.
Entre l'11 de febrer del 1963 i el 30 de desembre del 1966 el raion va ser dissolt i el seu territori integrat al raión de Kavkázskaya. El 1993 es van anul·lar els selsoviets i el 2005 es va decidir la divisió administrativa en vuit municipis.

## Demografia
| Any  | Població |
| ---- | -------- |
| 1959 | 38 427   |
| 1970 | 45 039   |
| 1979 | 42 830   |
| 1989 | 44 793   |
| 2002 | 48 752   |
| 2009 | 48 140   |

## Divisió administrativa
El raion està dividit en 8 municipis rurals, que engloben 42 localitats.
| Municipis de tipus rural            | Poblacions* |
| ----------------------------------- | --- |
| Municipi urbà Alekseye-Tenguinskoye | - stanitsa Alekseye-Tenguinskaya - Khútor Verjni - Khútor Prichtovi - Khútor Sredni                                                                                                |
| Municipi rural Vannovskoye          | - seló Vannóvskoye - Khútor Vesioli - Khútor Krasni Zelenchuk - Khútor Novopejovski Pervi - Khútor Severokubanski - Khútor Shevchenko - seló Sheremétievskoye                      |
| Municipi rural Guéimanovskoye       | - stanitsa Guéimanovskaya - Khútor Dalni - Khútor Dubovikov - Khútor Sovetski |
| Municipi rural Lovlinskoye          | - stanitsa Lovlinskaya |
| Municipi rural Marinskoye           | - jútor Màrinski - jútor Dolinov - jútor Zúbov - jútor Zaitxanski - jútor Zissermanovski - jútor Iekaterinoslavski - jútor Tersko-Kalambetski                                      |
| Municipi rural Novovladimirskoye    | - stanitsa Novovladímirovskaya - jútor Yeriomin - stanitsa Novobekeshevskaya - jútor Novovladímirovskiye - jútor Romashevka - jútor Sokolovka - jútor Chernobabov - jútor Ivánovka |
| Municipi rural Peschanoye           | - jútor Peschani - jútor Veriovkin - jútor Staroarmianski |
| Municipi rural Tbilískoye           | - stanitsa Tbilísskaia - posiólok Vostotxni - posiólok Gorski - posiólok Mirni - posiólok Oktiabrski - posiólok Pervomaiski - jútor Severín - posiólok Ternovi                     |

Els centres adminitrativs estan ressaltats en negreta.

## Economia i transport
El principal sector econòmic del districte és l'agricultura. Les tres principals empreses agrícoles són la ZAO AF Kavkaz, la OAO Kropotkinskoye i la ZAO T. G. Shevchenko. També es practica la ramaderia aviar, porcina i bovina. Les empreses industrials més importants es dediquen a la transformació dels productes de l'activitat agrícola (OOO Grechishkinskaya zernovaya kompaniya, OOO Kubanskaya kompaniya Elit-maslo, 'OOO Tsentr Soya, ZAO Tbiliski maslosyrzavod i la ZAO Tbiliski sajarni zavod).
El ferrocarril Krasnodar-Kropotkin (on enllaça amb el ferrocarril del Caucas Nord) té una estació en Tbilísskaia (Grechishkino). Per la localitat passa la carretera federal R251 Kropotkin-Krasnodar-Temriuk.